# Jean Bruller
Jean Bruller, pseudonymen Vercors, född 26 februari 1902 i Paris, Frankrike, död 10 juni 1991 i Paris, var en fransk författare och illustratör.
Bruller utbildade sig till elektroingenjör, men började direkt efter färdigklarad utbildning istället som illustratör på barntidningen Patapoufs et Filifers.
Han deltog i andra världskriget, och tog under samma tid sin pseudonym Vercors, som är ett bergsmassiv i departementen Isère och Drome i Frankrike.
I februari 1942 kom hans första novell ut La Silence de la Mer i det ockuperade Paris. Utgåvan var den första titeln i serien Les Cahiers du Silence på det nystartade underjordiska förlaget Les Éditions de Minuit. Bruller hade tillsammans med författaren Pierre de Lescure (1891–1963) startat förlaget 1941.

## Romaner (urval)
- Les animaux dénaturés (1951)
- Colères (1956)
- Quota ou les Pléthoriens (1966, med Paul Silva-Coronel)
- Le radeau de la Méduse (1969)
- Sillages (1972)
- Les chevaux du temps (1977)

## Nouveller (urval)
- La Silence de la mer (1943)
  - Havets tystnad ; Vandringen mot stjärnan (översättning Elsa Thulin, Bonniers, 1945)
- La marche à l'étoile (1943) 
  - Havets tystnad ; Vandringen mot stjärnan (översättning Elsa Thulin, Bonniers, 1945)
- Le songe (1943)
- Les armes de la nuit (1946)
  - Mörkrets vapen (översättning Sven Stolpe, Bonniers, 1948)
- Les yeux et la lumière (1948)
- La puissance du jour (1951)
- Sur ce rivage; I - III (1958-60)
- Clémentine (1959)
- Sylva (1961)
- Sept sentiers du désert (1972)
- Le piège à loup (1979)
- Moi, Aristide Briand (1981), fiktiv biografi
- Ce jour là (1943)

## Pjäser (urval)
- Zoo ou l'assassin philanthrope (1964)
- Le fer et le velours (1969)
- Souffrance de mon pays (1945)
- Portrait d'une amitié (1946)
- Plus ou moins homme (1948)
- Les pas dans le sable (1954)
- Les divagations d'un français en Chine (1956)
- P. P. C. Pour prendre congé (1957)
- La bataille du silence (1967)
- Questions sur la vie (1973)
- Tendre naufrage (1974)
- Ce que je crois (1975)
- Théâtre (1978)